# Twisted Metal: Head-On
Twisted Metal: Head-On es un videojuego desarrollado por Incognito Entertainment y publicado por Sony el 24 de marzo de 2005 para la PlayStation Portable y 5 de febrero 2008 para la PlayStation 2. Head-On es el séptimo juego entrega de la saga Twisted Metal, también es el primer juego de la serie con capacidad para jugar en línea.
Head-On es una secuela directa de Twisted Metal 2, ignorando la trama de los juegos intermedios.
Similar a otros juegos de la serie,  gira en torno al mismo tema de un hombre llamado Calypso a cabo una competición de m combate con vehículos, llamados Twisted Metal, con la promesa de conceder el ganador lo que pida.

## Paso a PlayStation 2
En 2007, fue anunciado por David Jaffe que Twisted Metal: Head-On iba a ser portado a PlayStation 2 y fue lanzado el 5 de febrero 2008. El juego recibió una revisión gráfica con nuevos efectos especiales, el aumento de las texturas de resolución, y modo de juego 60 fps.
El juego completo es portado de la con los mismos modos de la versión PSP.
- Modo Historia
  - Los conductores deben elegir su vehículo e ir través de una serie de arenas.
- Panralla dividida para modo 2 jugadores
- Modo Desafío
  - Los conductores eligen su vehículo, arena y los enemigos con inteligencia artificial.
- Modo de Resistencia
  - Los conductores asumen una avalancha de oponentes de inteligencia artificial hasta la muerte del conductor.
- Tiene un nivel exclusivo, Castillo Transilvania
- Algunos vehículos tienen un aspecto ligeramante diferente a la versión de PSP
- Incluye como juego bonus la beta del juego nunca terminado y lanzado de Twisted Metal black 2: Harbor City, conocido aquí como Twisted Metal Lost, con todos los autos del TM:B anteriores excepto los jefes y con la adición de 2 autos nuevos: 12 Pak y Gold Tooth así como 3 niveles normales y uno desbloqueable

### Sweet Tour
Los jugadores pueden usar a Sweet Tooth y explorar un nuevo nivel a pie y aprender curiosidades sobre la franquicia Twisted Metal directamente de los desarrolladores. Esto es simplemente una característica beta no terminada y no debe ser confundido como un juego real. Sweet Tour iba a ser un modo de aventura que se incluirán en Twisted Metal: Black 2 (también conocido como Twisted Metal: Harbor City). Contiene dos niveles: Asilo y Lot Confisque. El asilo es donde Sweet Tooth ha sido capturado y encerrado en una jaula. Sin embargo, se escapa que lo lleva a explorar el asilo abandonado para encontrar una salida. El segundo nivel, el depósito municipal, es el lugar donde se aparcan los coches y tiene muchas trampas.

## Minijuegos
Head-On también incluye minijuegos que los jugadores pueden acceder a través de teletransportadores, que van en la ubicación de la Torre Eiffel a las Grandes Pirámides. Se trata de pequeños juegos donde los jugadores deben recoger elementos eludiendo los obstáculos que requieren una variedad de tácticas, incluyendo saltar por encima de abismos, helicópteros y destruir con bombas de napalm.